# Metro Station
Metro Station was een Amerikaanse popgroep, afkomstig uit Los Angeles. De band, die actief was tussen 2006 en 2010 en tussen 2011 en 2017, maakte voornamelijk electropop en synthpop. Er werden twee studioalbums uitgebrachtː Metro Station (2007) en Savior (2015). De single Shake it (2008) werd een internationale hit.

## Geschiedenis
Trace Cyrus en Mason Musso startten Metro Station in 2006, nadat ze elkaar hadden ontmoet op de set van Hannah Montana. Daarin speelde de jongere zus van Trace, Miley Cyrus en Masons broer, Mitchel Musso. Trace en Mason wisselden een tijd muzikale ervaringen uit, waarna ze uiteindelijk besloten te gaan samenwerken in een band.
Blake Healy kwam in de band als toetsenist, bassist en synthesist, Anthony Improgo kwam erbij als drummer en zowel Cyrus als Musso zongen en speelden gitaar. De band schreef vervolgens een aantal tracks en bracht deze uit op de website Myspace. De tracks werden veelvuldig beluisterd. Naar aanleiding van hun groeiende populariteit kreeg Metro Station eind 2006 een contract aangeboden bij Columbia Records / Red Ink Records. In juli 2007 verscheen hun debuutalbum, simpelweg Metro Station getiteld. De eerste twee singles hiervan, Control en Kelsey, werden echter geen hits. Half 2008 kwam de doorbraak alsnog met de single Shake it, dat wereldwijd aansloeg. Het bereikte de top 10 in onder meer de Verenigde Staten, het Verenigd Koninkrijk, Australië, Canada, Duitsland en Japan. Ook in Nederland en Vlaanderen was het nummer redelijk succesvol.
Na enkele minder succesvolle singles, waaronder Seventeen forever en Where's my angel (opgenomen voor de film Alice in Wonderland), kreeg Metro Station in maart 2010 te maken met onenigheid binnen de band. Persoonlijke problemen tussen bandleden Mason Musso en Trace Cyrus leidden tot het besluit een pauze in te lassen, zodat beiden zich op nieuwe solo-projecten konden richten. Musso verkreeg hierbij het recht de naam Metro Station te blijven gebruiken en deed dat ook. Nieuwe bandleden voegden zich in de loop van 2011 bij hem. In augustus 2014, vier jaar na de breuk, keerde Cyrus weer terug. De band bracht enkele ep's en singles uit en in 2015 volgde een tweede studioalbumː Savior. Dit album werd een commerciële flop. In 2017 ging Metro Station opnieuw uit elkaar.

## Optredens
Metro Station trad onder meer op in het voorprogramma van bands als Good Charlotte, We The Kings en Simple Plan. Verder maakte Metro Station in 2008 deel uit van de 'Soundtrack of Your Summer Tour', waarbij verschillende bands met elkaar op tournee gingen. In 2009 toerde de band door Europa, met optredens in het Verenigd Koninkrijk, Amsterdam (Melkweg), Parijs, Milaan en Stockholm. Tevens stond Metro Station in 2009 in het voorprogramma van de Wonder World Tour van Miley Cyrus.

## Bandleden
- Mason Musso – zang, gitaar (2006-2017)
- Trace Cyrus – zang, gitaar (2006-2010, 2014-2017)
- Anthony Improgo – drums (2006–2009, 2013-2014)
- Blake Healy – basgitaar, toetsen (2006-2009, 2013)
- Kenny Bozich – toetsen, gitaar, bas, drums (2009-2010)
- Austin Sands – toetsen, gitaar (2011-2013)
- Cary White – drums (2011-2013)
- Spencer Steffan – drums, achtergrondzang (2015-2017)

## Discografie

### Albums
| Album met eventuele hitnotering(en) in de Nederlandse Album Top 100 | Datum van verschijnen | Datum van binnenkomst | Hoogste positie | Aantal weken | Opmerkingen |
| ------------------------------------------------------------------- | --------------------- | --------------------- | --------------- | ------------ | ----------- |
| Metro Station                                                       | 16-03-2009            | 21-03-2009            | 100             | 1            |             |

| Album met hitnotering(en) in de Vlaamse Ultratop 200 albums | Datum van verschijnen | Datum van binnenkomst | Hoogste positie | Aantal weken | Opmerkingen |
| ----------------------------------------------------------- | --------------------- | --------------------- | --------------- | ------------ | ----------- |
| Metro Station                                               | 2009                  | 28-03-2009            | 52              | 5            |             |

### Singles
| Single met eventuele hitnotering(en) in de Nederlandse Top 40 | Datum van verschijnen | Datum van binnenkomst | Hoogste positie | Aantal weken | Opmerkingen                 |
| ------------------------------------------------------------- | --------------------- | --------------------- | --------------- | ------------ | --------------------------- |
| Shake it                                                      | 2008                  | 14-02-2009            | 22              | 9            | Nr. 39 in de Single Top 100 |

| Single met hitnotering(en) in de Vlaamse Ultratop 50 | Datum van verschijnen | Datum van binnenkomst | Hoogste positie | Aantal weken | Opmerkingen |
| ---------------------------------------------------- | --------------------- | --------------------- | --------------- | ------------ | ----------- |
| Shake it                                             | 2008                  | 21-03-2009            | 17              | 13           |             |
| Seventeen forever                                    | 2009                  | 04-07-2009            | tip5            | -            |             |